# 澄白キヨカ
澄白 キヨカ（すみしろ きよか）は日本の女性声優。主にアダルトゲームに声をあてている。

## 出演作品
太字は主役・メインキャラクター

### ゲーム

#### 2008年
- M.E.s. -同級生メイド調教-（柳瀬 小瑠璃）
- 皇涼子のBitchな1日（久我 瞳）
- 操心術3（藤乃森 志穂、岸 愛美、児玉 美鈴、八神 一恵）
- 汁だく接待 おかわり三杯目 〜淫惑、性感開発エステ編〜（桜木 らら）
- むすめーかー（かりん）
- 姪少女（倉山 沙耶）

#### 2009年
- 癒されご奉仕 〜夢の館で賢者タイム!〜（ロナミア）
- エルフの双子姫 ウィランとアルスラ「私はどうなってもいいから、お姉様には手を出さないで……!」（ルル・ギルレモ）
- オオカミ少女レオナ -野性崩壊白痴教育-（濱上 佳織）
- 彼女が見舞いに来ない理由（藤沢 こころ）
- 来てね! 魔法戦士の学園祭 -FANDISCの乙女たち-（城乃内 るりあ）
- 教育指導（梶原 明奈）
- ジェイルブレイク（黒崎 沙織）
- 処女狩 〜オトメガリ〜（浅尾 優奈）
- 相姦遊戯2（相馬 結菜）
- Dark Blue 限りなく… 闇に染まるBLUE（久遠寺 音羽）
- Divus Rabies（ナナイ）
- なつドキ!ハーレム 〜親せき宅での悩める受験勉強〜（桐野 愛海）
- ぱいタッチ!（八茅草 ゆたか）
- 美脚エージェント・麗華「くやしい! こんな卑怯なヤツに負けるなんて…」（いなり、ジャネット）
- マジカルウィッチコンチェルト（フランチェスカ アークライト）
- 町ぐるみの罠 〜白濁にまみれた肢体〜（矢田 千佳子）
- 魔法少女イスカ（イスカ）
- 満淫電車2（桜葉 愛莉）
- 乱れて交わる俺と姫（シルヴィアーナ・シルヴィ・マナ・アルテレイア）
- もしもこんなショッピングモールがあったら!?いきます☆（仙道 双葉、榎本 綾香、野々原 いちご、香月 有栖、阿部 鞠亞）
- らぶデス4 〜ν-Realtime Lovers〜（沢渡 美晴）

#### 2010年
- あるぴじ学園1.5（パステルウィッチ）
- 親子どんぶりは一家団欒のまえにHな親子は好きですが?（諸角 梢）
- お嫁さん候補があらわれた! コマンドは?（桐生 七花）
- 俺の姉がこんなに貧乳のわけがない!?（優菜）
- ク・リトル・リトル 〜魔女（オトメ）の使役（フレ）る、蟲神（テンシ）の触手（ユビサキ）〜（オーガスト）
  - ク・リトル・リトル 〜グレートハンティング〜（オーガスト）
- 小公女シャルロット「ご主人様の処女人形」（シャルロット・アデレイド・モーリッツ）
- 先生を孕ませよう! 〜ひよこの呪いで透明化する俺!?〜（花岡 都）
- Knight Carnival!（マーリン）
- 不妊恥凌（茅沼 沙恵）
- プレイ! プレイ! プレイ!（楓葉 美由、宮桃 真音）
- LILITH-IZM04 〜褐色編〜（イスカ）
- LILITH-IZM05 〜大量射精編〜（花岡 都）

#### 2011年
- アネカノ -お姉ちゃんとえっちであまーいヒミツの関係-（野山 桜）
- 裏教師 〜背徳の淫悦授業〜（早乙女 詩音）
- A.G.II.D.C. 〜あるぴじ学園 2.0 サーカス史上最大の危機!?〜（ガラスの心を抱く兎）
- 獄淫の尖塔（峰岡 夢月）
- 小夜子（原田 翼）
- 大帝国（セーラ・ブリテン）
- 必殺痴漢人II（天沼 ウウ）
- ジンコウガクエン（冷）[1]
- LILITH-IZM07 〜俺のペット編〜（イスカ）[2]
- 影のセクハリスト〜孕ませ王位継承騒動〜（ルーミア＝サンウェスト）[3]
- 禁断の病棟 〜特殊精神科医 遊佐惣介の診察記録〜（上泉 紗良）[4]

### OVA
- Swing Out Sisters（千夏）
- 魔法少女イスカ（イスカ）[5]

### その他
- 東方妄想天則（比那名居天子）